# Tobias Sieber
Tobias „ShoWTimE“ Sieber (* 23. Februar 1994) ist ein deutscher E-Sportler in der Disziplin StarCraft 2. Er ist dreifacher deutscher Meister in der ESL Pro Series sowie Gewinner der 2016 WCS Spring Circuit Championship. Im Laufe seiner Karriere hat er bisher (Stand 2023) umgerechnet mehr als 330.000 Dollar Preisgeld gewonnen.

## Karriere
Sieber startete mit Starcraft 2 zum Spielrelease 2010. Im Herbst 2012 trat er dem Team Vega Squadron bei und spielte Vollzeit Starcraft 2.
Erste größere Erfolge feierte er 2014 mit dem zweifachen (Spring und Winter) Gewinn der ESL Pro Series Germany.
Im September 2014 trat er dem deutschen Team Alternate bei. Im Mai 2016 gewann er für Team Millenium die 2016 WCS Spring Circuit Championship.
Von 2017 und 2018 trat er für das Arma Team an. Sieber trennte sich vom Team Arma Team und spielt vom 12. Februar 2019 bis zum 31. Oktober 2019 für das Team Mkers.
Seit dem 11. Februar 2020 spielt er für das Team BIG.

## Erfolge (Auswahl)
| Jahr      | Platz        | Turnier                              | Preisgeld |
| --------- | ------------ | ------------------------------------ | --------- |
| Mai 2014  | 1. Platz     | ESL Pro Series Deutschland Spring    | 3.000 €   |
| Dez. 2014 | 1. Platz     | ESL Pro Series Deutschland Spring    | 3.000 €   |
| Apr. 2015 | 3.–4. Platz  | 2015 WCS Season 1                    | 10.000 $  |
| Dez. 2015 | 1. Platz     | ESL Pro Series Deutschland Spring    | 1.500 €   |
| Apr. 2016 | 1. Platz     | 2016 WCS Spring Circuit Championship | 35.000 $  |
| Nov. 2016 | 5.–8. Platz  | 2016 WCS Global Finals               | 15.000 $  |
| Jan. 2017 | 4. Platz     | World Electronic Sports Games 2016   | 20.000 $  |
| Jan. 2018 | 2. Platz     | 2018 WCS Leipzig                     | 10.000 $  |
| Jan. 2018 | 3.–4. Platz  | 2018 WCS Valencia                    | 6.500 $   |
| Nov. 2018 | 9.–12. Platz | 2018 WCS Global Finals               | 14.000 $  |
| Nov. 2019 | 3.–4. Platz  | 2019 WCS Summer                      | 6.000 $   |